# 讷维圣塞皮尔克
讷维圣塞皮尔克（法語：Neuvy-Saint-Sépulchre，法語發音：[nøvi sɛ̃ sepylkʁ] ⓘ），法国中部市镇，位于中央-卢瓦尔河谷大区安德尔省，隶属于拉沙特尔区，其市镇面积为35.11平方公里，2022年1月1日时人口数量为1,657人，在法国城市中排名第6,483位。
讷维圣塞皮尔克位于安德尔省东南部，布扎讷河畔，是一个区域性的中心集镇，因当地的圣艾蒂安大教堂而闻名，多条公路在此交汇。

## 地名来源

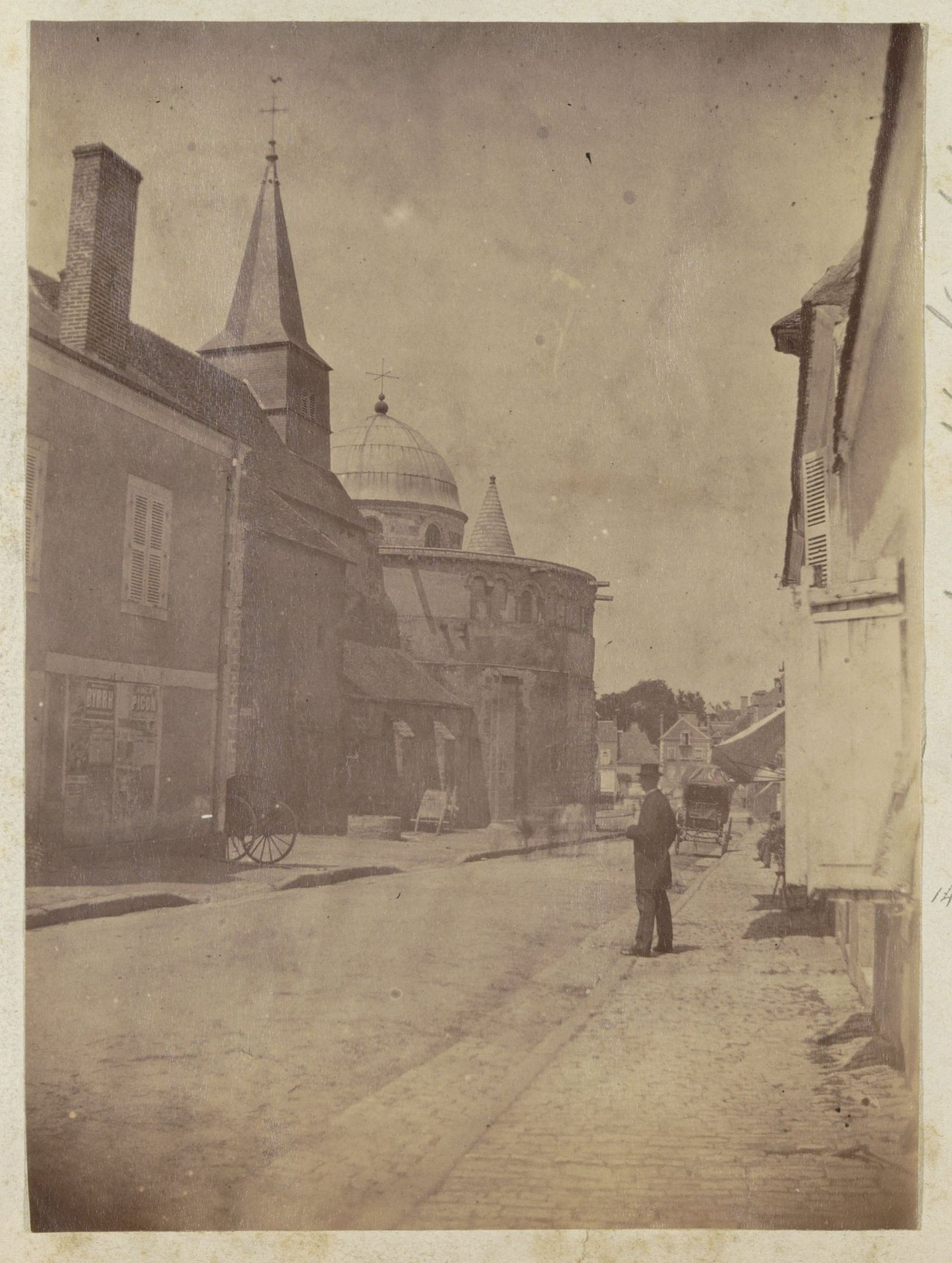
19世纪末的讷维圣塞皮尔克街头

“Neuvy-Saint-Sépulchre”一名最初可能于1190年以“Scum Sepulcrum”的形式被记载，其中“Sepulcrum”一名在拉丁语中意为“墓穴”。
法国大革命期间，讷维圣塞皮尔克曾一度被更名为“Neuvy-sur-Bouzanne”。
此外，因翻译标准不同，“Neuvy-Saint-Sépulchre”在一些中文资料中又被译为讷维-圣塞皮尔克尔。

## 历史
讷维圣塞皮尔克的早期历史尚不清楚。根据当地历史学家亨利·佩罗-德赛（Henri Perrault-Desaix）的论述，讷维圣塞皮尔克于中世纪中期开始形成聚落。12世纪时，沙托鲁领主代奥勒的厄德一世在此修建圣艾蒂安大教堂并创建了一处十字军东征纪念堂，讷维圣塞皮尔克也因此成为一处天主教朝圣地。1228年，讷维获得自由贸易宪章。英法百年战争期间，讷维曾遭到英格兰军队的严重破坏。法国大革命后，讷维圣塞皮尔克成为安德尔省的一个市镇，并自1793年起成为该省的一个县治。20世纪20年代，一条连接讷维圣塞皮尔克的地方铁路建成通车，后于1952年关闭。

## 地理

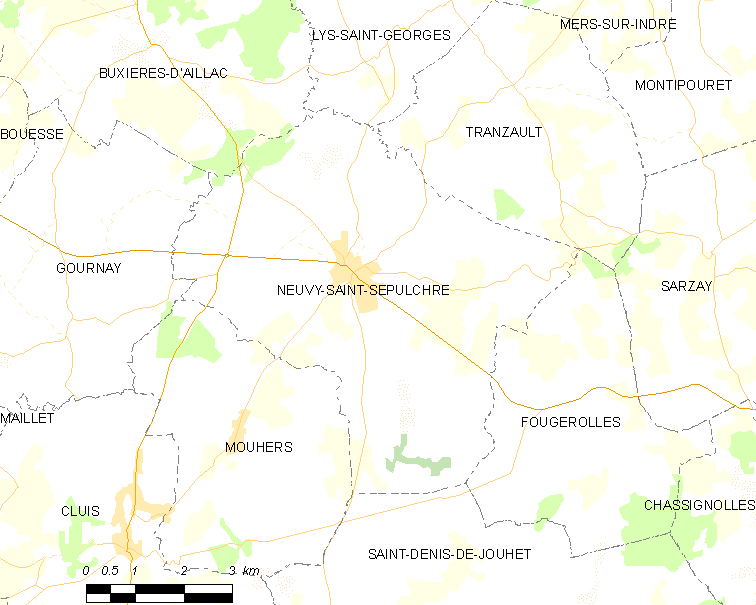
讷维圣塞皮尔克市镇范围地图

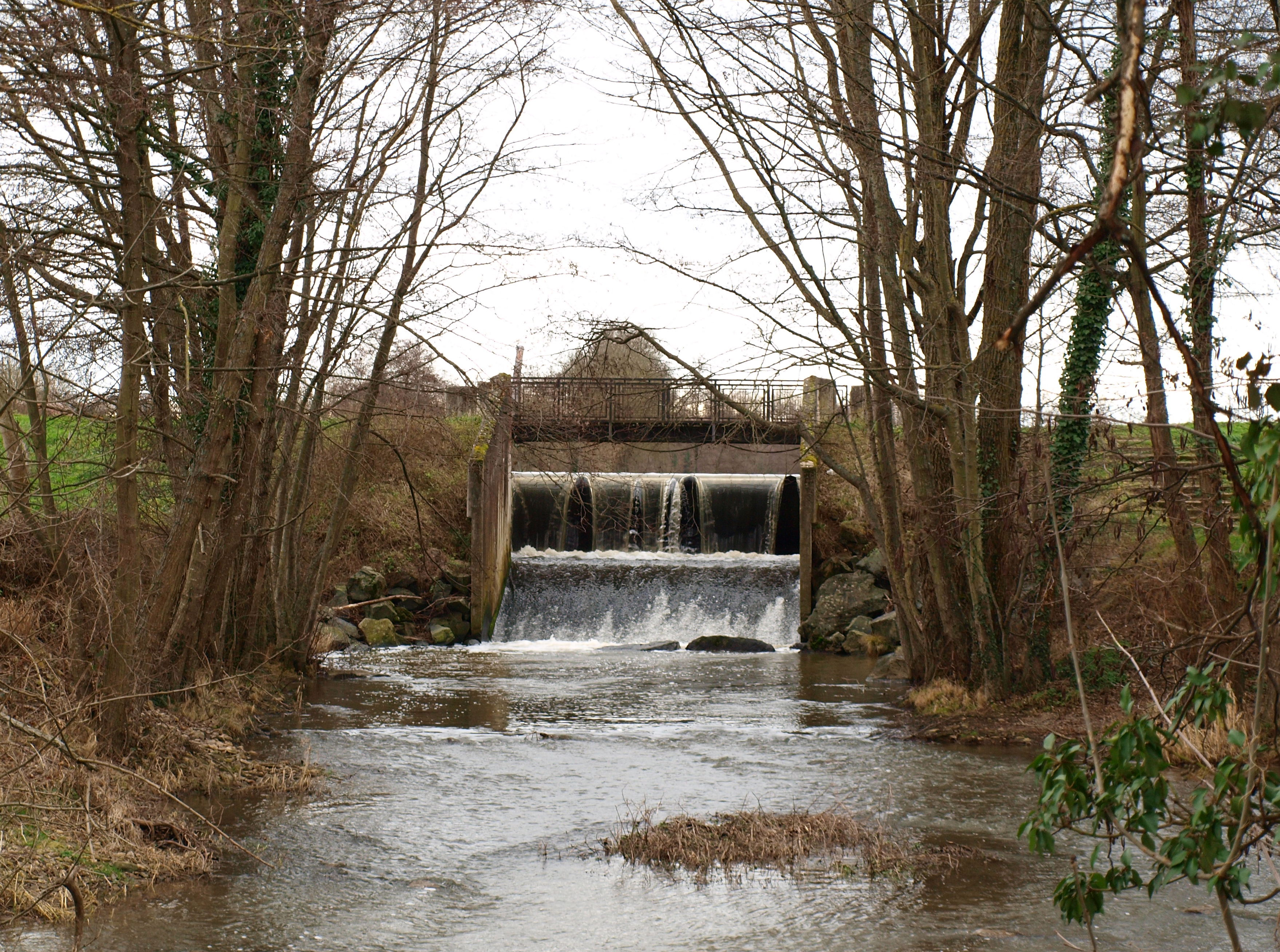
布扎讷河水闸

讷维圣塞皮尔克位于法国中部，中央-卢瓦尔河谷大区南部和安德尔省南部，距离省会沙托鲁大约28公里。与讷维圣塞皮尔克接壤的市镇包括：比克西耶尔达亚克、利斯圣乔治、特朗佐、古尔奈、穆埃尔、富日罗勒和圣但尼德茹埃。

### 地形
讷维圣塞皮尔克位于南布瓦绍地区，境内以浅丘和平原为主，市镇中心地势较为平坦，整体地势南高北低，全境海拔在166到275米之间。

### 水文
讷维圣塞皮尔克位于卢瓦尔河流域范围内，布扎讷河自西南向东北流经镇中心，该河在市区西南部有一处水闸，其后方形成了大型水域，其附近开辟有营地；此外还有欧博尔河自南向北流经市镇范围东部。

### 植被
讷维圣塞皮尔克属于温带阔叶混交林区，林地多分布于河流附近，镇中心的亨利·德拉图什公园（Parc Henri de la Touche）是当地主要的城市绿地。
在鲜花城市的评比中，讷维圣塞皮尔克暂未被评级。

### 气候
讷维圣塞皮尔克在柯本气候分类法中属于温带海洋性气候（Cfb）。
距离讷维圣塞皮尔克最近的常年气象站位于热莱布瓦境内，以下为该气象站的数据（其中日照数据取自沙托鲁-代奥勒机场气象站）：
| 热莱布瓦 1981年－2019年 | 热莱布瓦 1981年－2019年 | 热莱布瓦 1981年－2019年 | 热莱布瓦 1981年－2019年 | 热莱布瓦 1981年－2019年 | 热莱布瓦 1981年－2019年 | 热莱布瓦 1981年－2019年 | 热莱布瓦 1981年－2019年 | 热莱布瓦 1981年－2019年 | 热莱布瓦 1981年－2019年 | 热莱布瓦 1981年－2019年 | 热莱布瓦 1981年－2019年 | 热莱布瓦 1981年－2019年 | 热莱布瓦 1981年－2019年 |
| 月份                    | 1月                     | 2月                     | 3月                     | 4月                     | 5月                     | 6月                     | 7月                     | 8月                     | 9月                     | 10月                    | 11月                    | 12月                    | 全年                    |
| ----------------------- | ----------------------- | ----------------------- | ----------------------- | ----------------------- | ----------------------- | ----------------------- | ----------------------- | ----------------------- | ----------------------- | ----------------------- | ----------------------- | ----------------------- | ----------------------- |
| 历史最高温 °C（°F）     | 19.8 (67.6)             | 23.3 (73.9)             | 25 (77)                 | 29.4 (84.9)             | 32 (90)                 | 37.8 (100.0)            | 39.5 (103.1)            | 40.5 (104.9)            | 34.8 (94.6)             | 29.4 (84.9)             | 25.4 (77.7)             | 20.8 (69.4)             | 40.5 (104.9)            |
| 平均高温 °C（°F）       | 7.7 (45.9)              | 9.4 (48.9)              | 13 (55)                 | 15.7 (60.3)             | 20.2 (68.4)             | 23.3 (73.9)             | 25.8 (78.4)             | 25.9 (78.6)             | 21.8 (71.2)             | 17.3 (63.1)             | 11.2 (52.2)             | 7.9 (46.2)              | 16.6 (61.9)             |
| 日均气温 °C（°F）       | 4.6 (40.3)              | 5.5 (41.9)              | 8.2 (46.8)              | 10.4 (50.7)             | 14.5 (58.1)             | 17.6 (63.7)             | 19.7 (67.5)             | 19.7 (67.5)             | 15.9 (60.6)             | 12.8 (55.0)             | 7.6 (45.7)              | 4.9 (40.8)              | 11.8 (53.2)             |
| 平均低温 °C（°F）       | 1.5 (34.7)              | 1.6 (34.9)              | 3.3 (37.9)              | 5.1 (41.2)              | 8.8 (47.8)              | 11.8 (53.2)             | 13.6 (56.5)             | 13.5 (56.3)             | 10.1 (50.2)             | 8.3 (46.9)              | 4.1 (39.4)              | 1.9 (35.4)              | 7 (45)                  |
| 历史最低温 °C（°F）     | −17 (1)                 | −17.9 (−0.2)            | −12.3 (9.9)             | −3.9 (25.0)             | −0.6 (30.9)             | 2.3 (36.1)              | 5.5 (41.9)              | 3.9 (39.0)              | −0.8 (30.6)             | −7.5 (18.5)             | −9.9 (14.2)             | −11.8 (10.8)            | −17.9 (−0.2)            |
| 平均降水量 mm（）       | 58.6 (2.31)             | 52.4 (2.06)             | 52 (2.0)                | 64.5 (2.54)             | 67.1 (2.64)             | 60.4 (2.38)             | 64.7 (2.55)             | 60.4 (2.38)             | 64.9 (2.56)             | 72.8 (2.87)             | 68.7 (2.70)             | 64.8 (2.55)             | 751.3 (29.58)           |
| 月均日照時數            | 72.1                    | 91.9                    | 155.6                   | 178.5                   | 208.6                   | 210.4                   | 231.7                   | 235.5                   | 189.5                   | 128.3                   | 79.6                    | 59                      | 1,840.7                 |
| 来源：infoclimat.fr     |                         |                         |                         |                         |                         |                         |                         |                         |                         |                         |                         |                         |                         |

## 行政区划
讷维圣塞皮尔克的市镇编号为36141，邮政编号为36230。
在行政管理方面，讷维圣塞皮尔克隶属于法国中央-卢瓦尔河谷大区安德尔省拉沙特尔区；在地方选举方面，讷维圣塞皮尔克是讷维圣塞皮尔克县的中央投票站所在地，其市镇范围全境被划入安德尔省第二选区；在社会管理方面，讷维圣塞皮尔克是布扎讷河谷市镇公共社区的办公驻地。
截至2024年3月，讷维圣塞皮尔克市镇范围内暂无任何城市敏感街区及城市政策优先街区。
法国国家统计与经济研究所（简称）在进行数据统计时，未将讷维圣塞皮尔克划入任何城市核心区（Unité urbaine）及城市区（Aire urbaine）。自2020年起，讷维圣塞皮尔克城市区被划入包含71个市镇的沙托鲁城市辐射区内。此外，还将讷维圣塞皮尔克市镇整体看作一个“块区”（IRIS），以便于统计人口分布情况。

## 交通

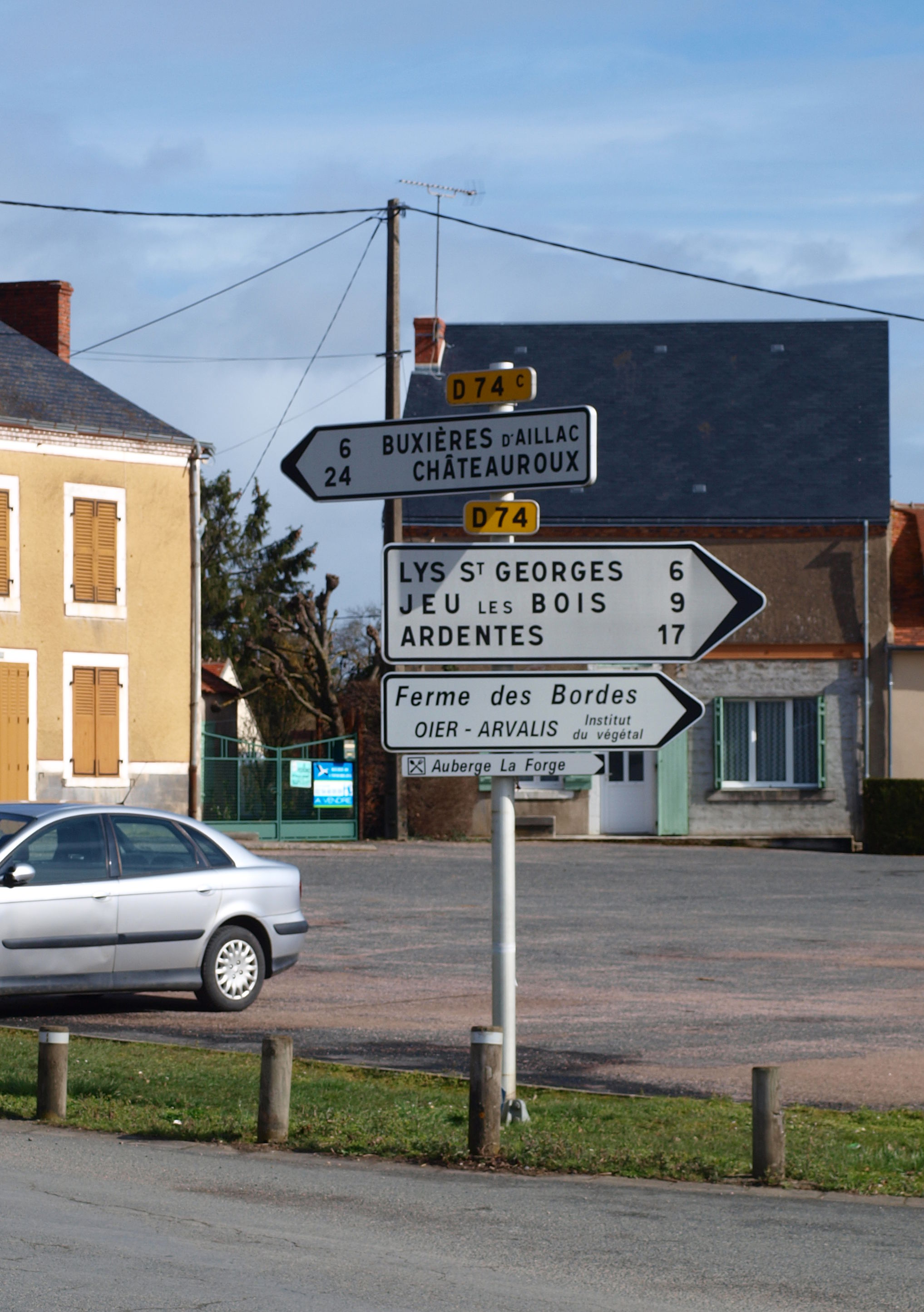
一处路牌

### 公路
安德尔省省道D19F线、D38线、D51线、D74线、D74F线、D927线和D990线在讷维圣塞皮尔克境内交汇。中央-卢瓦尔河谷大区城际客运（商业名称为“Rémi”）下属的安德尔省城际客运H线（定制线路）、I线（定制线路）和J线经停讷维圣塞皮尔克，可通往沙托鲁、埃居朗德、拉沙特尔、克勒兹河畔阿让通。
| 17 | 25 |

| 沙托鲁 | 28 |

| 克勒兹河畔阿让通 | 23 |

| 拉沙特尔 | 15 |

2020年，67.5%的讷维圣塞皮尔克家庭拥有至少一辆私人汽车。2019年，讷维圣塞皮尔克境内共发生各类交通事故1起，造成1人重伤。

### 铁路
距离讷维圣塞皮尔克最近的运营中的客运铁路车站为24公里外的克勒兹河畔阿让通站，该站停靠往返于巴黎和图卢兹之间的城际列车，以及前往奥尔良和利摩日两个方向的区域列车。

### 航空
讷维圣塞皮尔克距离沙托鲁机场的公路里程大约36公里。

### 城市公共交通
截至2024年3月，讷维圣塞皮尔克暂无城市公共交通系统。

## 政治

### 市政内阁

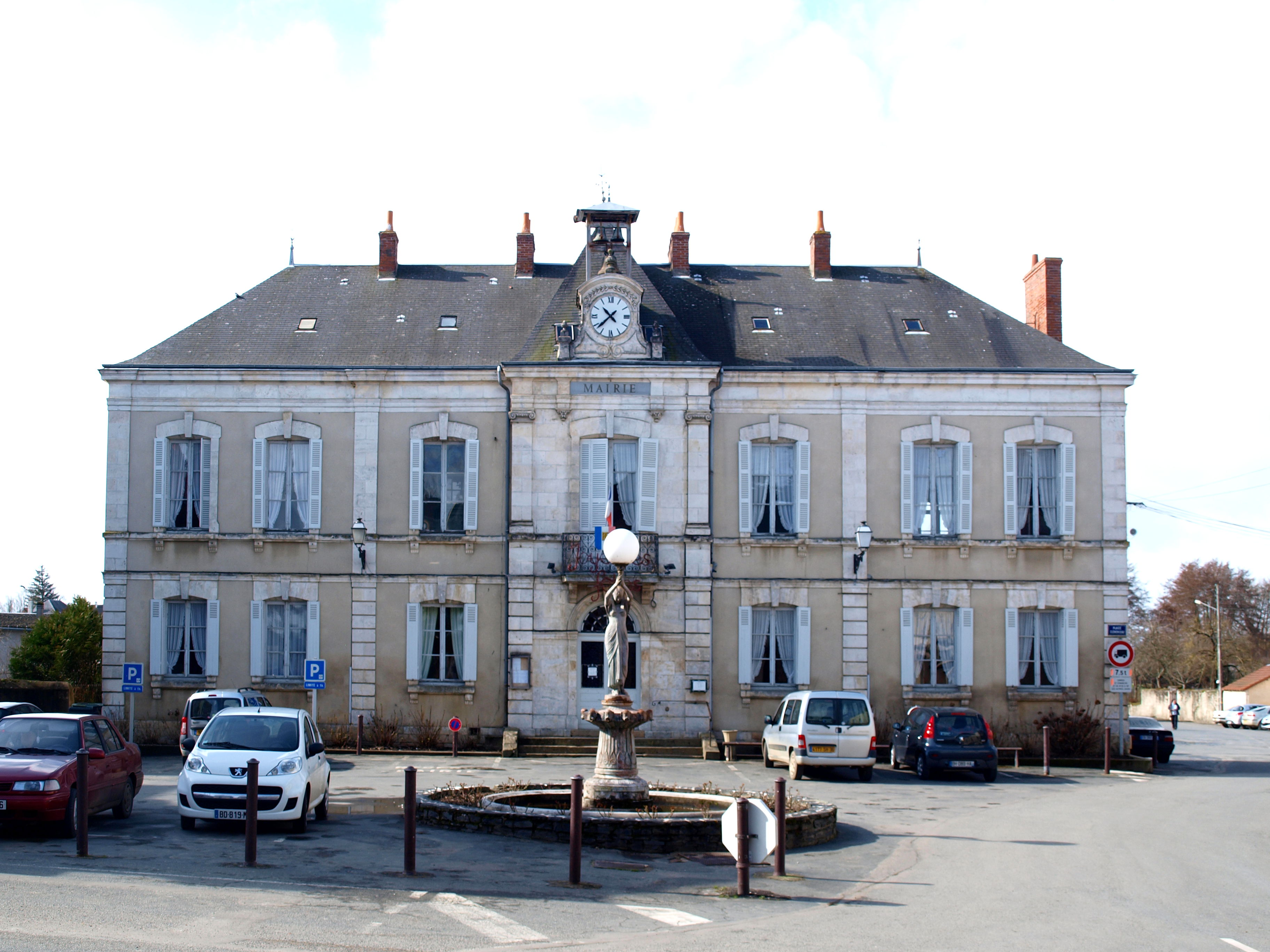
讷维圣塞皮尔克市政厅

讷维圣塞皮尔克的现任市长为居伊·戈特龙先生（Guy GAUTRON），他是一名无党派人士，在2020年的市政选举中获得了59.09%的支持率。
| 讷维圣塞皮尔克历届市长 | 讷维圣塞皮尔克历届市长                    | 讷维圣塞皮尔克历届市长            |
| 任期                   | 市长                                      | 党派                              |
| ---------------------- | ----------------------------------------- | --------------------------------- |
| （1986年以前资料暂缺） |                                           |                                   |
| 1986年－2008年         | Jean-François MOSSERON 让-弗朗索瓦·莫斯龙 | 不详                              |
| 2008年－               | Guy GAUTRON 居伊·戈特龙                   | UDI民主人士和独立人士联盟 →無黨籍 |

### 各级选举
| 讷维圣塞皮尔克历届投票选举结果 | 讷维圣塞皮尔克历届投票选举结果 | 讷维圣塞皮尔克历届投票选举结果 | 讷维圣塞皮尔克历届投票选举结果 | 讷维圣塞皮尔克历届投票选举结果  | 讷维圣塞皮尔克历届投票选举结果 | 讷维圣塞皮尔克历届投票选举结果 | 讷维圣塞皮尔克历届投票选举结果  | 讷维圣塞皮尔克历届投票选举结果 | 讷维圣塞皮尔克历届投票选举结果 |
| 选举项目                       | 选举范围                       | 选区单位                       | 选区单位内的选举结果           | 选区单位内的选举结果            | 选区单位内的选举结果           | 选区单位内的选举结果           | 选区单位内的选举结果            | 选区单位内的选举结果           | 参考资料                       |
| 选举项目                       | 选举范围                       | 选区单位                       | 第一轮胜出者                   | 第一轮胜出者                    | 支持率                         | 第二轮胜出者                   | 第二轮胜出者                    | 支持率                         | 参考资料                       |
| ------------------------------ | ------------------------------ | ------------------------------ | ------------------------------ | ------------------------------- | ------------------------------ | ------------------------------ | ------------------------------- | ------------------------------ | ------------------------------ |
| 2017年法國總統選舉             | 法國                           | 市镇                           |                                | 玛丽娜·勒庞                     | 26.57%                         |                                | 埃马纽埃尔·马克龙               | 57.91%                         | [ 24 ]                         |
| 2017年法国立法选举             | 安德尔省第二选区               | 市镇                           |                                | 尼古拉·福里西耶                 | 33.33%                         |                                | 尼古拉·福里西耶                 | 54.14%                         | [ 24 ]                         |
| 2019年欧洲议会选举             | 法國                           | 市镇                           |                                | 若尔丹·巴尔代拉                 | 28.69%                         | （不适用）                     | （不适用）                      | （不适用）                     | [ 26 ]                         |
| 2021年法国省级选举             | 安德尔省                       | 县                             |                                | 维尔吉妮·方丹 克里斯蒂安·罗贝尔 | 52.84%                         |                                | 维尔吉妮·方丹 克里斯蒂安·罗贝尔 | 68.36%                         | [ 27 ]                         |
| 2021年法国省级选举             | 安德尔省                       | 市镇                           |                                | 维尔吉妮·方丹 克里斯蒂安·罗贝尔 | 56.2%                          |                                | 维尔吉妮·方丹 克里斯蒂安·罗贝尔 | 68.91%                         | [ 27 ]                         |
| 2021年法国大区选举             |                                | 市镇                           |                                | 尼古拉·福里西耶                 | 37.25%                         |                                | 尼古拉·福里西耶                 | 39.34%                         | [ 28 ]                         |
| 2022年法国总统选举             | 法國                           | 市镇                           |                                | 玛丽娜·勒庞                     | 30.17%                         |                                | 玛丽娜·勒庞                     | 50.18%                         | [ 24 ]                         |
| 2022年法国立法选举             | 安德尔省第二选区               | 市镇                           |                                | 尼古拉·福里西耶                 | 31.74%                         |                                | 尼古拉·福里西耶                 | 59.36%                         | [ 24 ]                         |

## 人口
2021年，讷维圣塞皮尔克市镇人口数量为1,648，在法国排名第6,483位。其中男性816人，女性835人，75岁及以上人口占11.3%，外籍人口数量为27人，人口密度为47人/平方公里，当地居民被称为（男性）或（女性）。2022年，讷维圣塞皮尔克境内出生6人，死亡人口12人。
| 讷维圣塞皮尔克1901年－2021年人口变化情况 |
|                                          |
| 数据来源：Cassini、INSEE                 |

## 经济
讷维圣塞皮尔克是一个区域性的中心城市。截至2024年3月，讷维圣塞皮尔克市镇范围内共有各类用人单位（包含自雇）294家，平均历史为23年，均为中小型企业（PME），2024年1月至3月间，当地的经济活力指数为0。（预加工）、（肉制品）及（财会）是当地2021年营业额最高的三个企业，分别为2,632,023欧元、490,619欧元和292,390欧元。

## 财政与居民收入
2022年，讷维圣塞皮尔克的财政收入总额为1,818,820欧元，财政支出总额为1,651,880欧元，当年的债务总额为832,980欧元。2022年，讷维圣塞皮尔克市镇通过增值税获得70,920欧元的收入，此外当地还共获得了15,400欧元的国家直接财政补助。
| 讷维圣塞皮尔克居民收入情况                       | 讷维圣塞皮尔克居民收入情况 | 讷维圣塞皮尔克居民收入情况 | 讷维圣塞皮尔克居民收入情况 |
| 内容                                             | 讷维圣塞皮尔克             | 法国                       | 统计年份                   |
| ------------------------------------------------ | -------------------------- | -------------------------- | -------------------------- |
| 征税家庭总数                                     | 774                        | 1,081（法国市镇平均）      | 2022年                     |
| 居民平均月收入                                   | 1,799欧元                  | 2,435欧元                  | 2022年                     |
| 高级职员人均月收入                               | 不详                       | 4,331欧元                  | 2021年                     |
| 中级职员人均月收入                               | 不详                       | 2,470欧元                  | 2021年                     |
| 普通职员人均月收入                               | 不详                       | 1,801欧元                  | 2021年                     |
| 贫困率                                           | 不详                       | 14.5%                      | 2020年                     |
| 青壮年（15至64岁）失业率                         | 9.2%                       | 7.4%                       | 2020年                     |
| 征税家庭数量占比                                 | 37.7%                      | 45.5%                      | 2020年                     |
| 家庭年均纳税                                     | 1,752欧元                  | 4,393欧元                  | 2022年                     |
| 资料来源：INSEE、L'Internaute、Le Journal du Net |                            |                            |                            |

## 社会事务

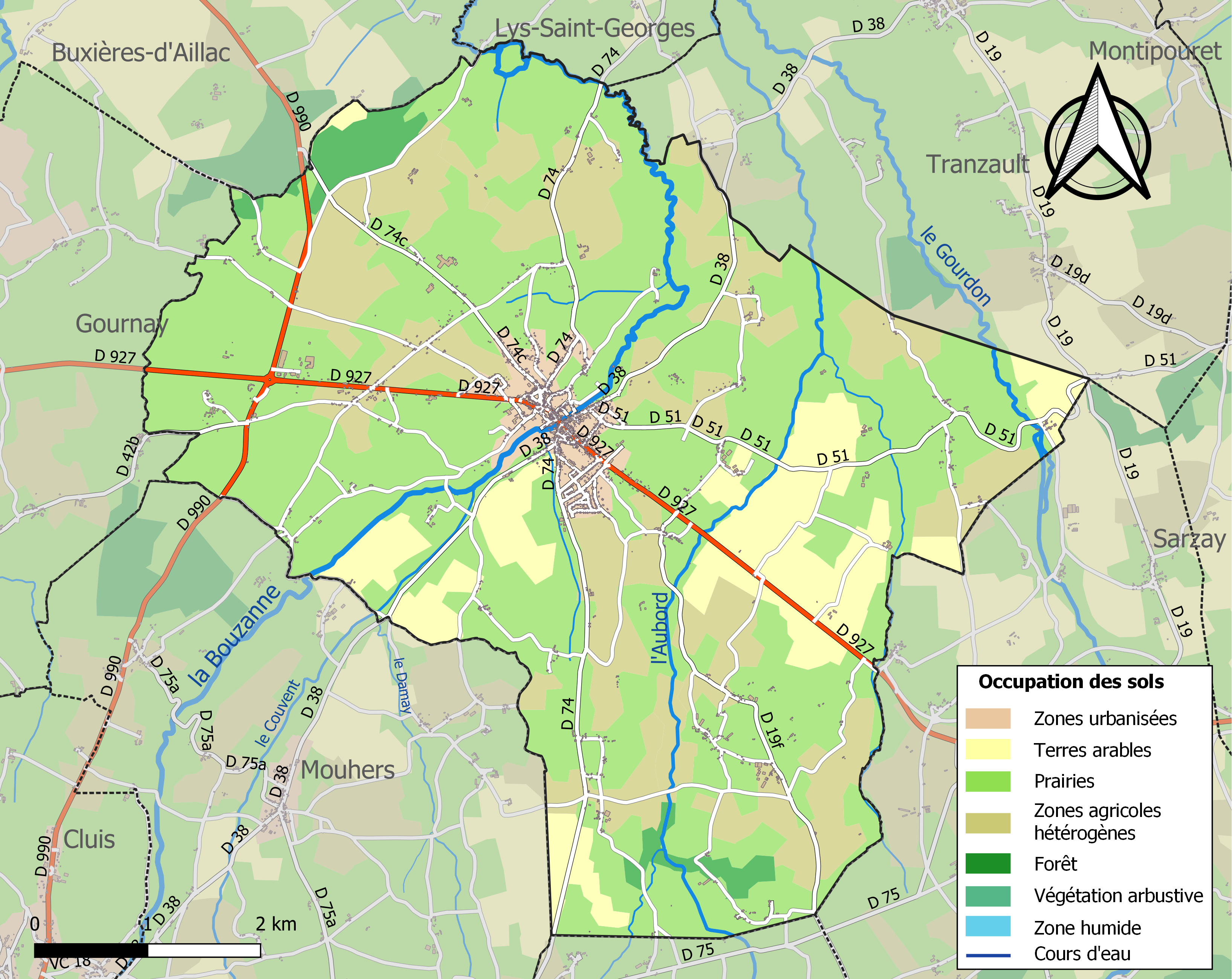
讷维圣塞皮尔克土地利用情况地图

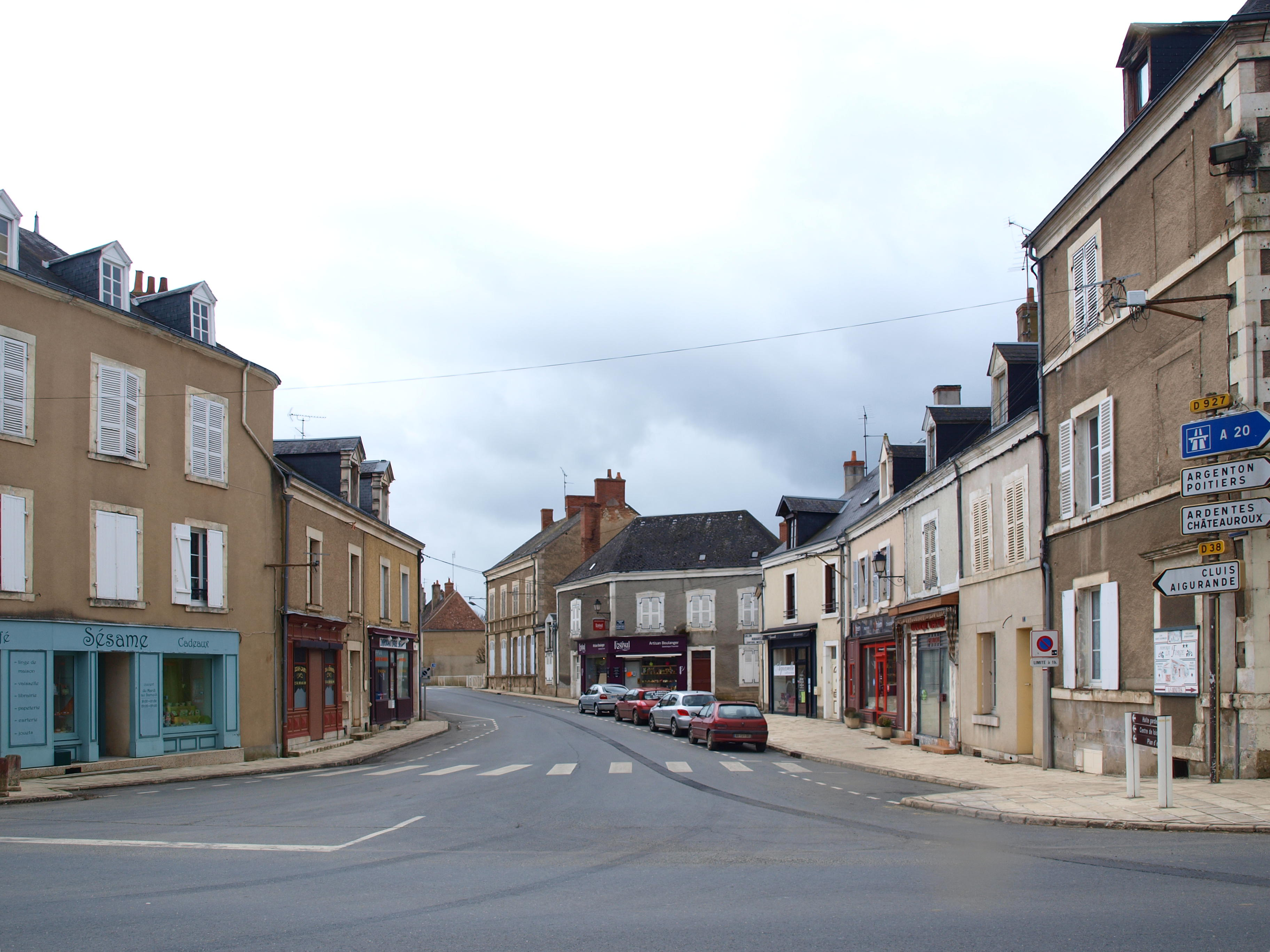
福煦元帅街

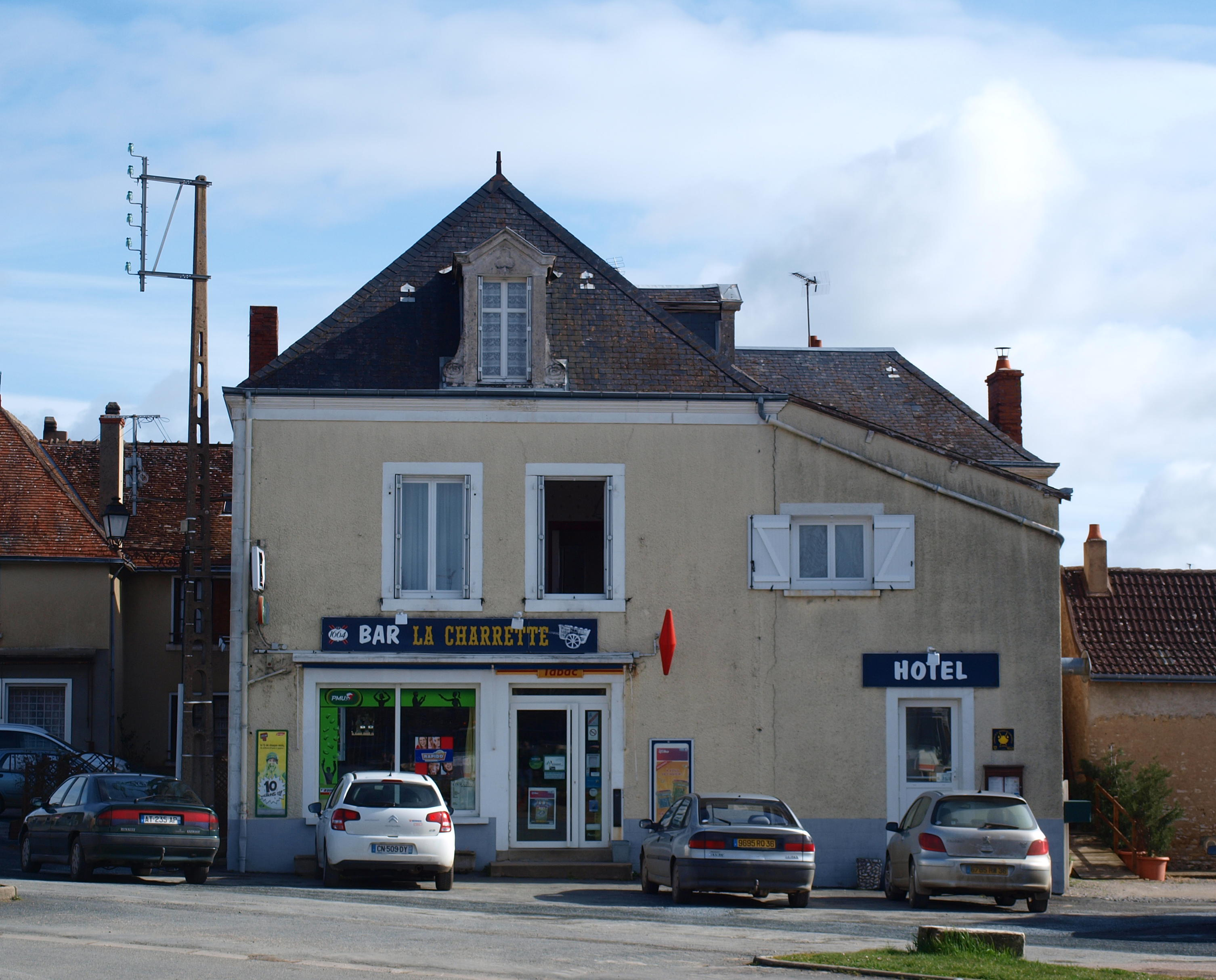
一处酒吧

### 教育
讷维圣塞皮尔克属于奥尔良-图尔学区。截至2021年1月1日，讷维圣塞皮尔克境内共有1所幼儿园、1所小学和1所初级中学。2021至2022学年度，讷维圣塞皮尔克境内共有在校中等教育阶段学生234名。

### 医疗
截至2021年1月1日，讷维圣塞皮尔克境内共有全科医生4名、保健师3名、牙医1名、护士4名和药房1家。
距离讷维圣塞皮尔克最近的区域性医疗机构为沙托鲁中心医院（Centre Hospitalier de Châteauroux），其主病区位于沙托鲁市区南部，距离讷维圣塞皮尔克市区的正常车程大约24分钟，该院设有床位755个，是安德尔省规模最大的公立综合性医院。

### 住房
2020年，讷维圣塞皮尔克境内共有各类住房1,063套，其中92.9%为独立式住宅，6.4%为集中式住宅。常住房屋占讷维圣塞皮尔克市镇范围内居民建筑总量的76.0%。
在住房保障政策方面，2022年，讷维圣塞皮尔克境内共有103户家庭获得了住房经济补助，受益人数占总人口数量的6.3%，其中96份为房租补助。

### 商业
2021年，讷维圣塞皮尔克境内共有各类实体商铺40家，其中餐厅6家、大型超市1家、杂货店1家、面包房1家、肉铺1家、书店1家、装饰品店1家、美容美发店5家、汽车维修店2家。讷维圣塞皮尔克西部的省道D927线和省道D990线的交汇处东北侧建有一家U Express便民超市。

### 体育
2021年，讷维圣塞皮尔克境内共有1家游泳池、1间体育馆、1处网球场、1处足球或橄榄球场以及1处篮球或排球场。
截至2024年3月，布扎讷河黑色河谷足球学校和俱乐部（Ecole et Club de Football Bouzanne Vallée Noire，编号581385）是讷维圣塞皮尔克境内唯一的一家注册足球俱乐部，该俱乐部成立于2015年，其主队2023至2024赛季参加安德尔省足球联赛乙组（法国第十级别），其主场为贝尔纳·绍塞球场（Stade Bernard Chaussé）。

### 环境
讷维圣塞皮尔克的环境事务由其所属的布扎讷河谷市镇公共社区联合各级政府协调负责。2021年，讷维圣塞皮尔克境内暂无污染企业。

### 治安
2021年，讷维圣塞皮尔克市镇范围内有1处宪兵队。
讷维圣塞皮尔克及其附近的共93个市镇是拉沙特尔国家宪兵队（zone gendarmerie de La Châtre）的管辖范围。2020年，该宪兵队累计记录各类案件1,720起，其中盗窃类案件872起，经济类案件290起，毒品交易类案件36起。

## 文化

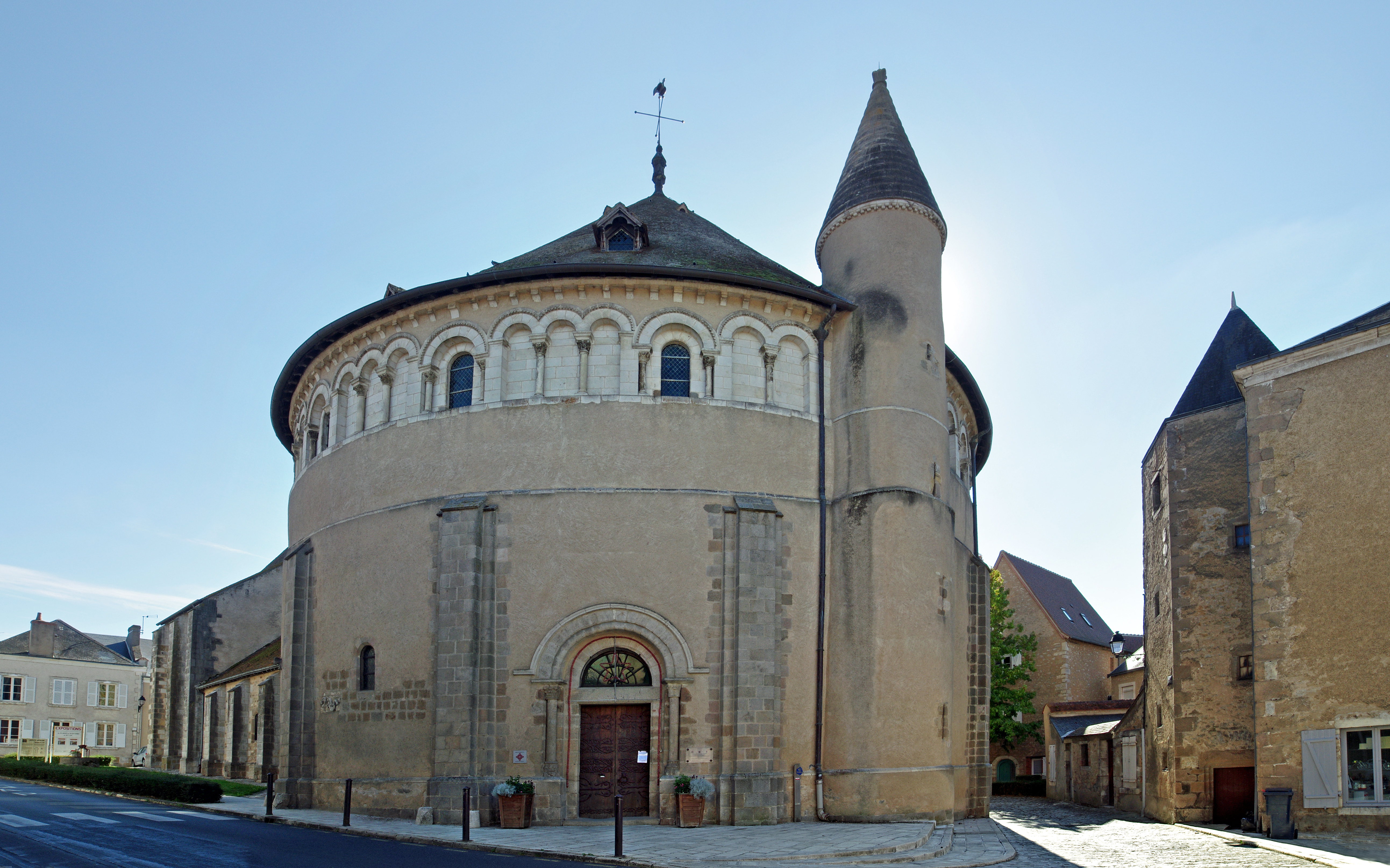
圣艾蒂安大教堂

2021年，讷维圣塞皮尔克境内暂无任何文化设施。讷维圣塞皮尔克境内建有市政图书馆（Bibliothèque municipale），每周一、三、六向公众开放。

### 建筑
讷维圣塞皮尔克境内有多处历史建筑，其中圣艾蒂安大教堂为法国国家文物保护单位，也是当地的地标性建筑物。

### 旅游
讷维圣塞皮尔克的旅游事务由其所属的布扎讷河谷市镇公共社区联合各级政府协调负责。2023年，讷维圣塞皮尔克境内共有1个露营地，可容纳共37辆露营车。

### 媒体
法国主要的媒体均可在讷维圣塞皮尔克接收，法国电视三台下属的中央-卢瓦尔河谷大区频道在部分时段播出讷维圣塞皮尔克所在安德尔省的地方新闻。《中西部新共和国报》、蓝色法兰西贝里广播、伊苏丹贝里第一电视台等是当地主要的地方性媒体。

## 友好城市
截至2024年2月，讷维圣塞皮尔克暂未建立任何友好城市关系。